# Flughafen Moncton

i7
i11
i13
Der Greater Moncton Roméo LeBlanc International Airport (IATA-Flughafencode: YQM; ICAO-Flughafencode: CYQM) ist ein internationaler Flughafen in der kanadischen Provinz New Brunswick.
Er befindet sich im Westmorland County, am östlichen Stadtrand der Kleinstadt Dieppe. Nordwestlich des Flughafens verläuft die New Brunswick Route 15 sowie nördlich die New Brunswick Route 2, welche Teil des Trans-Canada Highways ist.
Der Flughafen befindet sich im Eigentum von Transport Canada und ist ein Platz des National Airports Systems. Betrieben wird er von der „Greater Moncton International Airport Authority“. Außerdem stuft ihn Transport Canada als International Airport ein. Durch Nav Canada wird der Flughafen als Airport of Entry klassifiziert; und es sind dort Beamte der Canada Border Services Agency (CBSA) stationiert, damit ist hier eine Einreise aus dem Ausland zulässig. Außerdem liegt der Flughafen im Bereich des „Moncton Area Control Centre“, einem von sieben regionalen Air Traffic Centres von Nav Canada.

## Geschichte
Gewerblicher Luftverkehr in der Region geht bereits auf die Zeit vor der Errichtung des heutigen Flughafens zurück. Im Jahr 1936 diskutierte die Stadt Moncton mit Transport Canada über die Errichtung eines geeigneten Flughafens am heutigen Standort. Während des Zweiten Weltkrieges wurde dann hier eine militärische Flugschule des British Commonwealth Air Training Plan eingerichtet, allerdings wurde der zivile Luftverkehr auch weiterhin betrieben und noch ausgebaut. Im Jahr 1952 wurde ein größerer Hangar zu einem modernen Flugterminal umgebaut, jedoch schon bald durch einen Brand zerstört. 1953 wurde daraufhin ein Teil eines neuen Terminals erbaut. Die in den 50er-Jahren begonnene Errichtung eines neuen Flughafengebäudes zog sich bis 1976 hin. Dieses neue Terminal blieb dann bis zur Eröffnung des aktuellen Gebäudes, am 19. Oktober 2002 durch Königin Elisabeth II., in Betrieb.
Am 18. August 2016 erhielt der Flughafen seinen heutigen Namen. Mit der Namensänderung des damaligen „Greater Moncton International Airport“ wurde des ehemaligen Generalgouverneurs von Kanada Roméo LeBlanc gedacht.

## Infrastruktur

### Start- und Landebahnen
Für Navigation und Landung stehen bahnabhängig VOR, ILS, NDB und RNAV zur Verfügung.
Der Flughafen verfügt über zwei asphaltierte Start- bzw. Landebahnen:
- Bahn 06/24, Länge 3048 m, Asphalt
- Bahn 11/29, Länge 2438 m, Asphalt

### Terminals
Der Flughafen hat für die Passagierabfertigung eine Abfertigungshalle nordwestlich der Bahn 06/24.
Cargogesellschaften nutzen überwiegend die Hallen südlich der Bahn 11/29. Dieser Bereich wird auch von der allgemeinen Luftfahrt genutzt.

## Fluggesellschaften und Ziele
Der Flughafen wird von den Fluggesellschaften Air Canada Express, PAL Airlines, Porter Airlines, Swoop und Westjet Airlines im Linienbetrieb genutzt. Es werden vor allem Ziele im Westen Kanadas angeflogen. Saisonal fliegt Air Transat und Sunwing Airlines Ziele in Mexiko und in der Karibik an. Die größten Luftfrachtunternehmen sind FedEx Express und Purolator, die sich mehrheitlich im Besitz von Canada Post befindet.

## Zwischenfälle
- Am 11. Januar 1963 wurde eine Curtiss C-46E-1-CS Commando der kanadischen Maritime Central Airways (Luftfahrzeugkennzeichen CF-HTI) auf dem Flughafen Moncton bei einem Hangarbrand zerstört. Über Personenschäden ist nichts bekannt.[9]

Am 17. März 1965 brach eine Handley Page HPR-7 Dart Herald 202 der kanadischen Eastern Provincial Airways (CF-NAF) auf dem Flug vom Flughafen Halifax zum J.A. Douglas McCurdy Sydney Airport in Sydney (Nova Scotia) während des Steigflugs in 11.500 Fuß Höhe auseinander und stürzte in einen Wald, wobei alle acht Insassen starben. Die Maschine hatte in Moncton eine planmäßige Zwischenlandung eingelegt. Als Unfallursache wurde ein Strukturversagen entlang der unteren Rumpfmittellinie infolge starker Korrosion festgestellt (siehe auch Eastern-Provincial-Airways-Flug 102).